# Bruce Sundlun
Bruce George Sundlun (Providence (Rhode Island), 19 januari 1920 - Newport County (Rhode Island), 21 juli 2011) was een Amerikaans politicus van de Democratische Partij. Hij was de 71e gouverneur van Rhode Island van 1991 tot 1995. 
Sundlun diende als een kolonel in de Tweede Wereldoorlog, hij was piloot voor de United States Army Air Forces en vloog een B-17 Flying Fortress. Hij stortte op 1 december 1943 met zijn  B-17 bommenwerper neer in Snellegem, een deelgemeente van Jabbeke en overleefde die crash. Doordat hij zijn toestel richting velden stuurde, redde hij in het dorp een massa mensenlevens. Om die heldendaad gaf de gemeente Jabbeke hem in 2009 de titel van ereburger.
Een advocaat en ondernemer van beroep. Van 1995 tot aan zijn dood in 2011 gaf hij les als politicoloog aan de University of Rhode Island.

## Decoraties
- USAAF Command pilot
- Distinguished Flying Cross
- Purple Heart
- Air Medal met 2 Eikenloof clusters
- Europa-Afrika-Midden Oosten Campagne Medaille
- Azië-Pacifische Oceaan Campagne Medaille
- Amerikaanse Campagne Medaille
- World War II Victory Medal
- Ridder in het Legioen van eer
- Ereburger van de gemeente Jabbeke

- Gemeinsame Normdatei: 1196242216
- International Standard Name Identifier: 0000 0000 4353 4337
- Library of Congress Control Number: no95052190
- SNAC: w6096x1t
- Virtual International Authority File: 34044680
- WorldCat: E39PBJd3HjYKJwDBwgbxCprcyd